# 另一個決賽
另一個決賽（The Other Final）是一部由荷蘭製片商KesselsKramer發行，並由Johan Kramer編導的紀錄片。該影片講述在2002年世界盃決賽同日，世界排名最低的兩隊國家隊—不丹與蒙特塞拉特的對賽。

## 背景
《另一個決賽》的出現源於荷蘭隊在2002年世界盃外圍賽出局。當時，製片商KesselsKramer有見荷蘭未能晉身2002年世界盃，想出為何不能來一場，世界倒數第一與第二的比賽。於是，他們找來了當時世界排名第202位的不丹和第203位的蒙特塞拉特進行一場友誼賽。不久後，兩隊也应邀參賽。一些細節也在隨後定下來﹕比賽時間為2002年世界盃決賽當天早上，地點則在不丹首都廷布的不丹體育館（Changlimithang Stadium），而負責判法的球證是英格蘭的史提芬·班納特（Steve Bennett）。

## 賽果
| 2002年6月30日 10:54 |

| 不丹                                   | 4 – 0 |  |
| -------------------------------------- | ----- |  |
| 多吉 4', 67', 78' · Dinesh Chhetri 76' |       |  |

| 廷布不丹體育館 觀眾人數：25,000 ：史提芬．班納特 (英格蘭) |

## 獎項
《另一個決賽》取得兩個獎項，分別為﹕
- 亞維農藝術節（Avignon Film Festival）最佳紀錄片 (2003年)
- 百慕達國際電影節紀錄片獎 (2003年)

## 資料來源
1. ↑  "Bhutan routs Montserrat in 'other final'" （页面存档备份，存于） CNN 2002 6 30

## 外部連結
- Collection of Reviews of The Other Final
- 互联网电影数据库（IMDb）上《The Other Final》的资料（英文）